# Nicolas Dalayrac
Nicolas-Marie d'Alayrac, llamado Nicolas Dalayrac (Muret, 8 de junio de 1753-París, 26 de noviembre de 1809), fue un compositor francés.
Convertido en abogado, fue alentado por su padre para abandonar su carrera y dedicarse a su pasión por la música. Obtuvo un puesto de subteniente en la guardia de Carlos X de Francia en la corte de Versailles, donde recibía un salario de 750 libras, que completaba con una renta de 450 libras acordadas con su padre. Se benefició de los consejos de Grétry.
Sus primeras composiciones son dúos de violines, tríos de cuerdas o cuartetos. Las publicó bajo seudónimo con consonancia italiana. Los cuartetos tuvieron un gran éxito, y se descubrió la verdadera identidad de su autor. Según René-Charles Guilbert de Pixérécourt, fue miembro de la logia masónica de los «Neuf Sœurs» y compuso en 1778 la música para la recepción de Voltaire y la de la fiesta en honor de Benjamin Franklin en casa de Anne-Catherine de Ligniville Helvétius.
Se casó con la actriz Gilberte Pétronille Sallarde. En la Revolución francesa, cambió su nombre de d'Alayrac a Dalayrac.
En 1798, fue nombrado miembro de la Académie royale de Suède, y recibió la légion d'honneur en 1804.
Compuso Le Poète et le musicien en ocasión del aniversario de la coronación de Napoléon en 1809.
Algunas de sus obras fueron transcritas para piano por su contemporáneo Hyacinthe Jadin.

## Opéras-comiques
- Le Chevalier à la mode (1781)
- Le Petit Souper (1781)
- L'Éclipse totale (1782)
- L'Amant statue (1780)
- La Dot (1785)
- Nina ou la Folle par amour (1786)
- Azémia (2 parties, 1786)
- Renaud d'Ast (1787)
- Sargines (1788)
- Fanchette (1788)
- Les Deux Petits Savoyards (1789), libreto de Benoît-Joseph Marsollier des Vivetières, presentado por vez primera por los comediantes ordinarios del rey, el 14 de enero de 1789
- Raoul, sire de Créqui (1789)
- La Soirée orageuse (1790)
- Le Chêne patriotique (1790)
- Vert-Vert (1790)
- Camille ou le Souterrain (1791)
- Agnès et Olivier (1791)
- Philippe et Georgette (1791)
- Tout pour l'amour (1792)
- Ambroise (1793)
- Asgill (2 parties, 1793)
- La Prise de Toulon (1794)
- Le Congrès des rois (1794)
- L'Enfance de Jean-Jacques Rousseau (1794)
- Les Détenus (1794)
- Adèle et Dorsan (1795)
- Marianne (1796)
- La Maison isolée (1797)
- La Leçon (1797)
- Gulnare (1797)
- Alexis (1798)
- Léon (1798)
- Primerose (1798)
- Adolphe et Clara (1799)
- Maison à vendre (1800)
- Léhéman (1801)
- L'Antichambre (1802)
- La Boucle de cheveux (1803)
- La Jeune prude (1804)
- Une heure de mariage (1804)
- Le Pavillon du calife (1805)
- Le Pavillon des fleurs (1805)
- Gulistan (1805)
- Deux Mots (1806)
- Koulouf (1806)
- Lina (1807)
- Élise-Hortense (1808)
- Les Trois Sultanes (1809)
- Le Poète et le musicien (posthume, 1811)